# Бонфадина (Бреша)
Бонфадина је насеље у Италији у округу Бреша, региону Ломбардија.
Према процени из 2011. у насељу је живело 162 становника. Насеље се налази на надморској висини од 175 м.